# The Peninsula Bangkok
El The Peninsula Bangkok es un hotel de lujo y rascacielos situado en el extremo de la carretera Charoennakon justo al lado del río Chao Phraya en el país asiático de Tailandia. El hotel forma parte del grupo de Hoteles Península con sede en Hong Kong, China que es propiedad de Hong Kong y Shanghai Hotels Limited. El hotel ha ganado numerosos premios por su lujo, incluyendo hotel número uno de una ciudad de Asia y el mejor hotel en Bangkok. Debido a que estos hoteles tienen una estructura en forma de W, hay una vista del río desde cada una de sus 370 habitaciones.